# Amnésie
Amnésie is het tweede album van de Franse symfonische rockband Lazuli. In Frankrijk betekent het hun doorbraak, in de rest van de wereld moet men wachten tot het derde album. De muziek klinkt uitermate etnisch; veel Arabisch klinkende akkoorden en ritmes. Af en toe lijkt de muziek op die van Pierre Moerlen's Gong, door het gebruik van marimba en xylofoon.

## Musici
- Sylvain Bayol – stick, contrabas, percussie, doudouk, samples en zang;
- Frederic Juan – marima, vibrafoon, percussie, piano en zang;
- Pol Amar: akoestische gitaar, zang;
- Claude Leonetti – léode (zie artikel Lazuli), samples;
- Marc Almeras – gitaar, zang;
- Dominique Leonetti – zang, gitaren, mandoline etc.
Aangevuld met uitgenodigde musici per compositie.

## Composities
1. Une ombre au tableau
2. Un automne
3. Chansons nettes
4. Rien d'important
5. Mal de chien
6. Nos voix se mélange
7. Naïf
8. Un hiver
9. Merci
10. Un printemps
11. Un été
12. L'impasse
13. Naïf II
14. Amnésie